# Всеобщие выборы в Анголе (2022)
24 августа 2022 года в Анголе состоялись всеобщие выборы президента и Национальной ассамблеи. Действующий президент Анголы Жуан Лоренсу может баллотироваться еще на один срок. Предварительные результаты показали, что МПЛА добилась переизбрания с уменьшенным большинством голосов, получив 124 места и 51 % голосов. Главная оппозиционная партия УНИТА получила 90 мест, набрав 44 % голосов. Партия социального обновления (PRS, ПСО), Национальный фронт освобождения Анголы (FNLA, ФНЛА) и Гуманистическая партия Анголы (PHA, ГПА) получили по два места каждая. На сегодняшний день эти выборы являются самыми близкими в истории Анголы между МПЛА и УНИТА.

## Предыстория
МПЛА находится у власти с момента обретения Анголой независимости в 1975 году. До 2002 года Правительство МПЛА вело гражданскую войну с УНИТА.
На предыдущих выборах, состоявшихся в 2017 году, правящая МПЛА одержала убедительную победу на переизбрании, получив 61 % голосов. Хотя партия потеряла 25 мест, МПЛА сохранила свое подавляющее большинство в Национальной ассамблее, получив 150 мест. Крупнейшая оппозиционная партия УНИТА получила всего 51 место, но получила 19 с общим количеством голосов 26 %. КАСА—СЕ получила 16 мест, ПСО — два, ФНЛА — одно. После выборов УНИТА обвинил правящую партию в фальсификации результатов выборов и подал иск. Однако конституционный суд отклонил апелляцию УНИТА. Долгое время занимавший пост главы государства Жозе Эдуарду душ Сантуш не стремился к переизбранию на пост президента, и его сменил министр обороны Жуан Лоренсу.
Дата выборов была объявлена 6 апреля 2022 года.

## Избирательная система
220 членов Национальной ассамблеи избираются двумя способами: 90 избираются в 18 пятимандатных округах по методу д’Ондта, а остальные 130 избираются путем пропорционального представительства с использованием закрытых списков, распределяемых пропорционально общенациональным результатам. Избирателям должно быть не менее 18 лет, и они не должны иметь непогашенного банкротства, судимости, двойного гражданства или быть признаны невменяемыми. Кандидатам должно быть не менее 35 лет.
Каждая партия выдвигает кандидата на пост президента Анголы, который является одновременно главой государства и главой правительства, в качестве первой записи в своем списке. Президент избирается двойным одновременным голосованием — каждый голос за партию автоматически является голосом за ее кандидата на пост президента, который должен быть четко указан в избирательном бюллетене. Кандидат в президенты от партии, набравшей наибольшее количество голосов (первый после назначения), избирается президентом на тот же срок, что и ассамблея. В соответствии с конституцией 2010 года президент может занимать должность не более двух сроков.

## Проведение
Избирательные участки открылись в 7 утра и закрылись в 5 вечера по местному времени. Местные наблюдатели заявили, что выборы были свободными. Наблюдатели от Сообщества по вопросам развития Юга Африки (САДК) заявили, что голосование прошло мирно, но отметили отсутствие местных наблюдателей. Миссия наблюдателей Сообщества стран, говорящих на португальском языке, первоначально не оценила голосование как справедливое и свободное, поскольку они утверждают, что некоторым кандидатам было предоставлено больше эфирного времени, делегаты партий не имели доступа к спискам избирателей на избирательных участках, и в список было включено около 2,7 миллиона умерших. AПредставитель Европейского союза заявил, что выборы прошли мирно, но им известно о жалобах на некоторые недостатки.

## Партии
В избирательном бюллетене участвовали восемь партий:
| Партия/ Коалиция | Партия/ Коалиция | Партия/ Коалиция | Кандидат               | Результат 2017 года | Результат 2017 года |
| Партия/ Коалиция | Партия/ Коалиция | Партия/ Коалиция | Кандидат               | Голоса (%)          | Места               |
| ---------------- | ---------------- | --- | ---------------------- | ------------------- | ------------------- |
|                  | МПЛА             | Народное движение за освобождение Анголы Movimento Popular de Libertação de Angola                                              | Жуан Лоренсу           | 61.1 %              | 150 / 220           |
|                  | УНИТА            | Национальный союз за полную независимость Анголы União Nacional para a Independência Total de Angola                            | Адалберту Кошта Жуниор | 26.7 %              | 51 / 220            |
|                  | CASA-CE          | Широкая конвергенция за спасение Анголы — Избирательная коалиция Convergência Ampla de Salvação de Angola — Coligação Eleitoral | Мануэл Фернандеш       | 9.5 %               | 16 / 220            |
|                  | PRS              | Партия социального обновления Partido de Renovação Social                                                                       | Бенедито Даниэл        | 1.4 %               | 2 / 220             |
|                  | ФНЛА             | Национальный фронт освобождения Анголы Frente Nacional de Libertação de Angola                                                  | Ними Йя Симби          | 0.9 %               | 1 / 220             |
|                  | APN              | Национальный патриотический альянс Aliança Patriótica Nacional                                                                  | Квинтину Морейра       | 0.5 %               | 0 / 220             |
|                  | П-НЬЯНГО         | Националистическая партия справедливости в Анголе Partido Nacionalista para a Justiça em Angola                                 | Эдуардо Чингунджи      | —                   | —                   |
|                  | PHA              | Гуманистическая партия Анголы Partido Humanista de Angola                                                                       | Флорбела Малакиаш      | —                   | —                   |

## Избирательная кампания
5 октября основные оппозиционные партии Анголы объявили о создании коалиции под названием Объединенный патриотический фронт. Адальберто Коста Хуниор из УНИТА был выдвинут кандидатом от ФПУ, чтобы бросить вызов президенту Жуану Лоренсу на голосовании в августе 2022 года, подтвердил представитель группы Амандио Капоко в Луанде. Капоко описал альянс как «альянс ангольцев, стремящихся к переменам». Адальберто Коста Хуниор в ответ объявил, что готов бросить вызов Жуану Лоренсу: «Наша Родина взывает к переменам», описав страну, «охваченную отчаянием и обнищанием».
Кампания также была омрачена смертью бывшего президента Жозе Эдуарду душ Сантуша 8 июля 2022 года. Между семьей душ Сантуша и действующим президентом Жуаном Лоуренсо продолжалась вражда, в ходе которой семья обвинила президента в преследовании и потребовала помилования для нескольких детей душ Сантуша, чтобы спасти их.за возвращение тела Жозе Эдуарду душ Сантуша в Анголу для захоронения. В рамках его антикоррупционной кампании некоторые сторонники экс-президента и члены его семьи были отправлены в тюрьму.
Проблемы кампании включали высокий уровень бедности и безработицы. Нефтяные богатства страны остаются в основном в руках нескольких чиновников МПЛА. Кандидат от УНИТА Коста Жуниор был популярен среди молодежи, многие из которых безработные.

### Партийные лозунги
| Партия или альянс | Партия или альянс | Оригинальный лозунг                        | Перевод на русский                        | Ссылки |
| ----------------- | ----------------- | ------------------------------------------ | ----------------------------------------- | ------ |
|                   | МПЛА              | " A força do Povo "                        | «Сила народа»                             |        |
|                   | УНИТА             | " A hora é Agora "                         | «Время пришло»                            |        |
|                   | CASA-CE           | " Por Angola e pelos Angolanos "           | «За Анголу и ангольцев»                   |        |
|                   | PRS               | " Confiante para governar Angola "         | «Уверен, что сможет управлять Анголой»    |        |
|                   | APN               | " Quintino de Moreira, o candidato certo " | «Кинтино де Морейра, правильный кандидат» |        |
|                   | П-НЬЯНГО          | " O garante de uma nação justa "           | «Гарант справедливого государства»        |        |
|                   | PHA               | "Humanizar Angola "                        | «Гуманизировать Анголу»                   |        |

## Опросы общественного мнения

### Голосование
| Избирательная кампания    | Дата проведения полевых работ | Размер выборки | МПЛА        | УНИТА      | CASA-CE | PRS     | ФНЛА  | PRA JÁ | BD   | O       | Лидерство |  |  |  |
| ------------------------- | ----------------------------- | -------------- | ----------- | ---------- | ------- | ------- | ----- | ------ | ---- | ------- | --------- |  |  |  |
| Избирательная кампания    | Дата проведения полевых работ | Размер выборки |             |            |         |         |       |        |      |         |           |  |  |  |
| всеобщие выборы 2022 года | 24 Августа 2022 года          | —              | 51.2124     | 44.0 90    | 0.8 0   | 1.1 2   | 1.1 2 | —      | —    | 1.8 2   | 7.2       |  |  |  |
|                           |                               |                |             |            |         |         |       |        |      |         |           |  |  |  |
| Сигма Дос                 | 30 июля-20 августа 2022 года  | 6,967          | 53.6122-130 | 42.4 85-93 | 1.7 1-3 | 0.5 0-1 | 0.3 0 | —      | —    | 1.5 1-3 | 11.2      |  |  |  |
| AngoBarómetro             | 9-15 августа 2022 года        | 4,198          | 30.4        | 56.3       | 6.0     | 4.0     | 1.1   | —      | —    | 2.2     | 25.9      |  |  |  |
| MovimentoCívicoMudei      | 11 Августа 2022 года          | 987            | 27.9        | 54.1       | 7.9     | 2.9     | 2.6   | —      | —    | 4.6     | 26.2      |  |  |  |
| Голосование в Анголе      | 15-22 июля 2022 года          | 1,085          | 59.0        | 33.0       | —       | —       | —     | —      | —    | 8.0     | 26.0      |  |  |  |
| ПОБ Бразилия              | 16-21 Июля 2022 года          | 1,500          | 62.0        | 33.0       | —       | —       | —     | —      | —    | 5.0     | 29.0      |  |  |  |
| MovimentoCívicoMudei      | 5-17 июля 2022 года           | 907            | 29.8        | 53.7       | 7.6     | 4.1     | 2.2   | —      | —    | 2.6     | 23.9      |  |  |  |
| AngoBarómetro             | 11-16 Июля 2022 года          | 1,460          | 34.6        | 53.8       | 5.2     | 3.9     | 1.4   | —      | —    | 1.2     | 19.2      |  |  |  |
| AngoBarómetro             | 15-24 июня 2022 года          | 1,302          | 31.6        | 51.2       | 6.6     | 5.8     | 2.1   | —      | —    | 2.7     | 19.6      |  |  |  |
| MovimentoCívicoMudei      | Июнь 2022 года                | 934            | 33.2        | 54.0       | 5.6     | 3.8     | 2.6   | —      | —    | 0.8     | 20.8      |  |  |  |
| MovimentoCívicoMudei      | Май 2022 года                 | 884            | 33.8        | 53.7       | 7.4     | 3.0     | 1.5   | —      | —    | 0.6     | 19.9      |  |  |  |
| MovimentoCívicoMudei      | 9-11 апреля 2022 года         | 884            | 31.5        | 54.5       | 6.7     | 3.7     | 1.2   | —      | —    | 2.4     | 23.0      |  |  |  |
| MovimentoCívicoMudei      | 11-15 марта 2022 года         | 775            | 29.6        | 59.2       | —       | —       | —     | —      | —    | 11.7    | 29.6      |  |  |  |
| Афробарометр              | 9 Февраля-8 марта 2022 года   | 1,200          | 29          | 22         | 1       | —       | —     | —      | —    | 48      | 7         |  |  |  |
| AngoBarómetro             | 29 января-7 февраля 2022 года | 4,138          | 28.4        | 60.0       | 2.3     | 4.6     | 1.2   | —      | 3.5  | —       | 31.6      |  |  |  |
| AngoBarómetro             | 20-23 ноября 2021 года        | 1,095          | 30.14       | 53.42      | 1.37    | 4.11    | —     | 2.74   | 8.22 | —       | 23.3      |  |  |  |
| AngoBarómetro             | 1-9 августа 2021 года         | 1,632          | 35.2        | 58.2       | 3.6     | 3.1     | 0.0   | —      | —    | —       | 23.0      |  |  |  |
| AngoBarómetro             | Февраль 2021 года             | 1,050          | 37.7        | 58.9       | —       | —       | —     | —      | —    | 3.4     | 21.2      |  |  |  |
| Афробарометр              | 2019                          | 1,200          | 38          | 13         | 2       | —       | —     | —      | —    | 47      | 25        |  |  |  |
|                           |                               |                |             |            |         |         |       |        |      |         |           |  |  |  |
| всеобщие выборы 2017 года | 23 Августа 2017 года          | —              | 61.1150     | 26.7 51    | 9.5 16  | 1.3 2   | 0.9 1 | —      | —    | 0.5 0   | 34.4      |  |  |  |
|                           |                               |                |             |            |         |         |       |        |      |         |           |  |  |  |

## Результаты
МПЛА получила 51 % голосов, УНИТА — 44 %. Ни одна другая партия не получила более 1,2 % голосов. Все 90 мест в избирательных округах достались двум крупнейшим партиям: МПЛА выиграла 57, в основном в центральном и южном регионах, в то время как УНИТА выиграл 33, будучи самым сильным на северо-западе. Из общенациональных мест МПЛА получила 67, УНИТА — 57, в то время как ПСН, ФНЛА и ПНА получили по 2 места. Голосование за КАСА-СЕ провалилось; набрав 9 % голосов на предыдущих всеобщих выборах, они получили всего 0,76 % и потеряли все 16 мест, которые они ранее занимали.
Президентский пост сохранил Жуан Лоренсу. Вице-президентом впервые стала женщина — член ЦК МПЛА Эсперанса да Кошта.
| Вечеринка                                     | Вечеринка                                         | Кандидат в президенты               | Голосов    | %      | Места | +/-   |
| --------------------------------------------- | ------------------------------------------------- | ----------------------------------- | ---------- | ------ | ----- | ----- |
|                                               | МПЛА                                              | Жуан Лоренсу                        | 3,209,429  | 51.17  | 124   | −26   |
|                                               | УНИТА                                             | Адалберту Кошта Жуниор              | 2,756,786  | 43.95  | 90    | +39   |
|                                               | Партия социального обновления                     | Бенедито Даниэл                     | 71,351     | 1.14   | 2     | 0     |
|                                               | Национальный фронт освобождения Анголы            | Ними Йя Симби                       | 66,337     | 1.06   | 2     | +1    |
|                                               | Гуманистическая партия Анголы                     | Флорбела Малакиаш                   | 63,749     | 1.02   | 2     | Новое |
|                                               | CASA-CE                                           | Мануэл Фернандеш                    | 47,446     | 0.76   | 0     | −16   |
|                                               | Национальный патриотический альянс                | Квинтину Морейра                    | 30,139     | 0.48   | 0     | 0     |
|                                               | Националистическая партия справедливости в Анголе | Эдуардо Чингунджи                   | 26,867     | 0.43   | 0     | Новое |
| Всего                                         | Всего                                             | Всего                               | 6,272,104  | 100.00 | 220   | 0     |
|                                               |                                                   |                                     |            |        |       |       |
| Действительные голоса                         | Действительные голоса                             | Действительные голоса               | 6,272,104  | 97.18  |       |       |
| Недействительные голоса                       | Недействительные голоса                           | Недействительные голоса             | 74,259     | 1.15   |       |       |
| Пустые голоса                                 | Пустые голоса                                     | Пустые голоса                       | 107,746    | 1.67   |       |       |
| Общее количество голосов                      | Общее количество голосов                          | Общее количество голосов            | 6,454,109  | 100.00 |       |       |
| Зарегистрированные избиратели /явка           | Зарегистрированные избиратели /явка               | Зарегистрированные избиратели /явка | 14,399,391 | 44.82  |       |       |
| Источник: Национальная избирательная комиссия |                                                   |                                     |            |        |       |       |

### По избирательным округам
| Избирательный округ                           | %    | S    | %     | S     | %    | S   | %    | S    | %   | S   | Всего с |
| Избирательный округ                           | МПЛА | МПЛА | УНИТА | УНИТА | PRS  | PRS | ФНЛА | ФНЛА | PHA | PHA | Всего с |
| --------------------------------------------- | ---- | ---- | ----- | ----- | ---- | --- | ---- | ---- | --- | --- | ------- |
| Бенго                                         | 55.4 | 3    | 39.2  | 2     | 0.8  | -   | 1.7  | -    | 1.0 | -   | 5       |
| Бенгела                                       | 54.4 | 3    | 42.3  | 2     | 0.6  | -   | 0.6  | -    | 1.0 | -   | 5       |
| Bié                                           | 60.5 | 3    | 35.3  | 2     | 0.9  | -   | 0.8  | -    | 1.2 | -   | 5       |
| Кабинда                                       | 26.4 | 1    | 68.6  | 4     | 1.1  | -   | 1.0  | -    | 0.9 | -   | 5       |
| Cuando Cubango                                | 69.1 | 4    | 26.7  | 1     | 0.9  | -   | 0.7  | -    | 0.9 | -   | 5       |
| Северная Куанза                               | 60.7 | 3    | 32.5  | 2     | 1.2  | -   | 1.7  | -    | 1.3 | -   | 5       |
| Cuanza Sul                                    | 68.0 | 4    | 27.2  | 1     | 0.9  | -   | 1.0  | -    | 1.4 | -   | 5       |
| Кунене                                        | 82.9 | 5    | 14.4  | -     | 0.6  | -   | 0.5  | -    | 0.7 | -   | 5       |
| Уамбо                                         | 56.9 | 3    | 39.0  | 2     | 0.9  | -   | 0.7  | -    | 0.9 | -   | 5       |
| Huíla                                         | 69.2 | 4    | 27.2  | 1     | 0.8  | -   | 0.6  | -    | 0.9 | -   | 5       |
| Луанда                                        | 33.3 | 2    | 62.6  | 3     | 0.5  | -   | 0.9  | -    | 1.0 | -   | 5       |
| Северная Лунда                                | 56.3 | 3    | 33.6  | 2     | 5.5  | -   | 1.3  | -    | 0.9 | -   | 5       |
| Lunda Sul                                     | 52.5 | 3    | 34.4  | 2     | 10.6 | -   | 0.6  | -    | 0.6 | -   | 5       |
| Маланье                                       | 61.2 | 3    | 32.9  | 2     | 1.4  | -   | 1.0  | -    | 1.3 | -   | 5       |
| Моксико                                       | 68.0 | 4    | 26.6  | 1     | 2.0  | -   | 1.0  | -    | 0.8 | -   | 5       |
| Намибия                                       | 65.6 | 4    | 30.7  | 1     | 0.7  | -   | 0.6  | -    | 0.7 | -   | 5       |
| Uíge                                          | 57.6 | 3    | 35.3  | 2     | 1.4  | -   | 1.9  | -    | 1.3 | -   | 5       |
| Заир                                          | 36.3 | 2    | 52.1  | 3     | 0.8  | -   | 7.3  | -    | 1.0 | -   | 5       |
| Эмиграция                                     | 50.5 | -    | 46.8  | -     | 0.2  | -   | 0.6  | -    | 0.8 | -   | -       |
| Общенациональные                              |      | 67   |       | 57    |      | 2   |      | 2    |     | 2   | 130     |
| Всего                                         | 51.2 | 124  | 44.0  | 90    | 1.1  | 2   | 1.1  | 2    | 1.0 | 2   | 220     |
| Источник: Национальная избирательная комиссия |      |      |       |       |      |     |      |      |     |     |         |

## Реакция
Соединенные Штаты призвали все стороны выразить свое мнение мирным путем и разрешить разногласия в соответствии с законом.
Европейский союз заявил, что заинтересованные стороны должны использовать средства правовой защиты для решения своих проблем, и призвал власти реагировать на них справедливо и прозрачно.
Португальская коммунистическая партия поздравила МПЛА с победой и заявила, что они имеют минимальную поддержку, необходимую для управления страной. Они предупредили о «вмешательстве Португалии».
Левый блок в Португалии счел результаты серьезным предупреждением режиму МПЛА, несмотря на получение большинства.
Чега посчитал выборы упущенной возможностью для перемен и осудил правительство, возглавляемое МПЛА, за то, что оно не борется с бедностью, коррупцией и медленными темпами развития в Анголе. Они также раскритиковали присутствие Марсело Ребело де Соуза на похоронах экс-президента Сантоса.
Президент Намибии и председатель САДК Хаге Гейнгоб поздравил президента Лоренсу и МПЛА с их переизбранием. Гейнгоб оценил избирательный процесс как мирный и «соответствующий пересмотренным принципам и руководящим принципам САДК, регулирующим демократические выборы, и соответствующим законам Анголы».

## Последствия
УНИТА отклонил результаты и будет оспаривать их. Они жаловались на отсутствие прозрачности и результаты, не соответствующие их собственным подсчетам. В Анголе результаты выборов можно оспорить, подав жалобу в Национальную избирательную комиссию, и в случае отклонения они могут быть переданы в Конституционный суд, который должен вынести решение в течение 72 часов.
Лоренсу пообещал продолжить реформы, включая приватизацию государственных активов и прекращение коррупции после расследования дела семьи Душ Сантуш. Он также пообещал диверсифицировать экономику, создать больше рабочих мест, модернизировать образование и расширить систему здравоохранения. Он говорит, что МПЛА победила законно и что выборы были свободными, справедливыми и прозрачными